# Weste
Weste é um município da Alemanha localizado no distrito de Uelzen, estado da Baixa Saxônia.